# ميثيل هكسانامين
ميثيل هكسانامين هو عقار من عقاقير محاكيات الودّي أنتجته شركة إيلي ليلي وشركاءه سنة 1944، ثم سحب من الأسواق طواعية سنة 1983. سوّق العقار تحت عدة أسماء تجارية مثل فورثان Forthane وغيرانامين Geranamine ويعرف كيميائياً أيضاً باسم ميثيل هكسامين أو 3,1-ثنائي ميثيل أميلامين واختصاراً DMAA.
منذ العقد الأول من القرن العشرين يباع عقار ميثيل هكسانامين مادةً منبهة أو مكمل غذائي رافع للأداء أو لتخفيف الوزن تحت عدة أسماء تجارية؛ إلا أن تقارير مختلفة ربطت استخدام بين استخدام العقار وحدوث عدد من حالات الأعراض الجانبية السلبية متضمنةً بعض حالات وفاة.